# Pistacia lentiscus
Pistacia lentiscus (мастикове дерево) — вид квіткових рослин родини анакардієві (Anacardiaceae).

## Опис
Це кущ, рідше невелике дерево, досягає висот від 1 до 3 м, рідко до 8 метрів. Вічнозелене листя перисте довжиною 5 сантиметрів, складається з 8—12 листових фрагментів. Дводомні квіти зібрані в суцвіття в пазухах листків. Чоловічі квітки мають разючі темно-червоні пильовики. Жіночі квітки зеленуваті. Приблизно 4 мм плоди спочатку червоні, потім чорні. Період цвітіння триває з березня по червень.

## Використання
Головним чином використовують висушену смолу з чагарників, так звану мастику.

## Поширення
Атлантичні острови, Португалія, Середземноморський регіон, Тропічна Східна Африка.

## Галерея

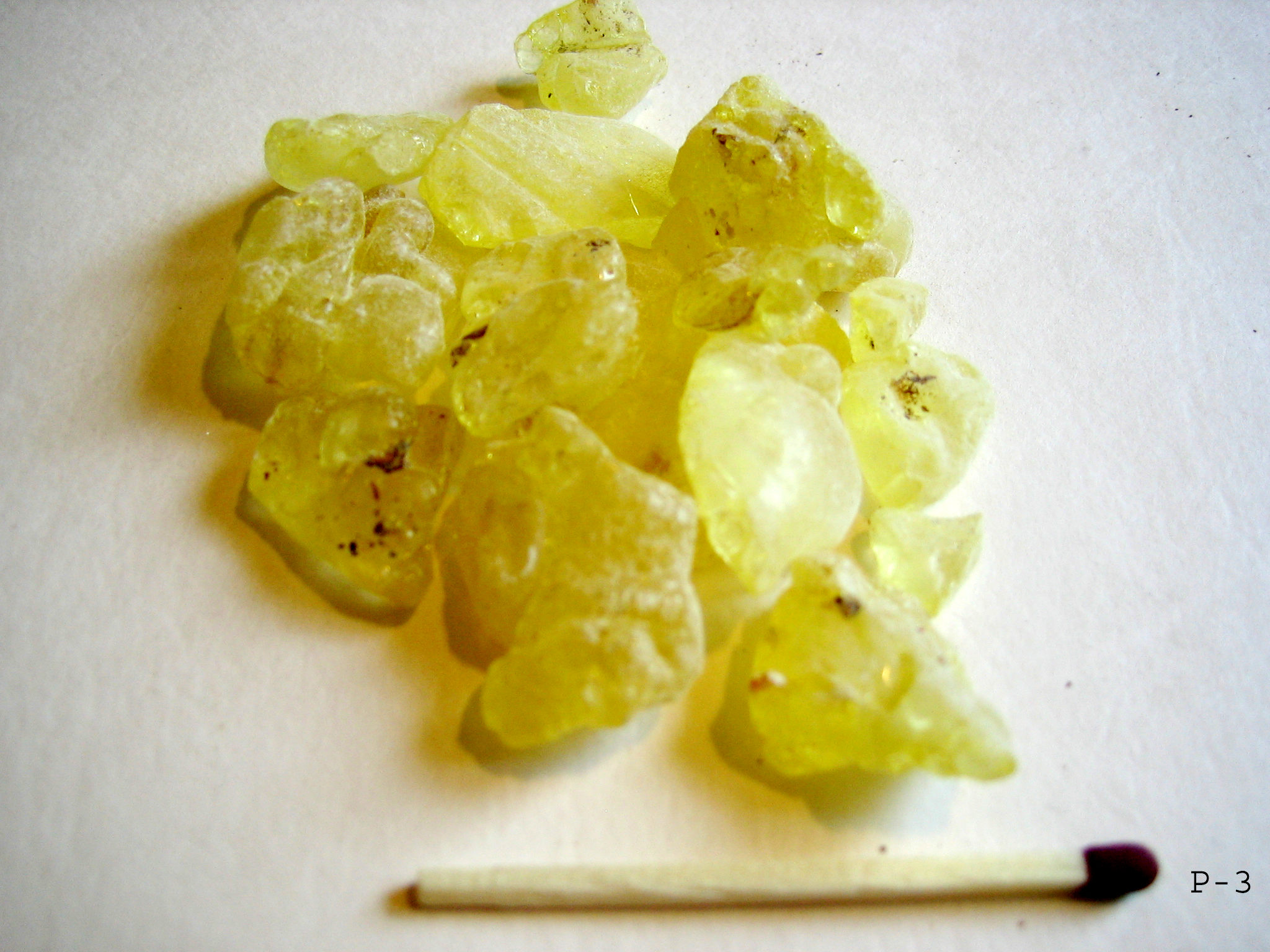
Мастика
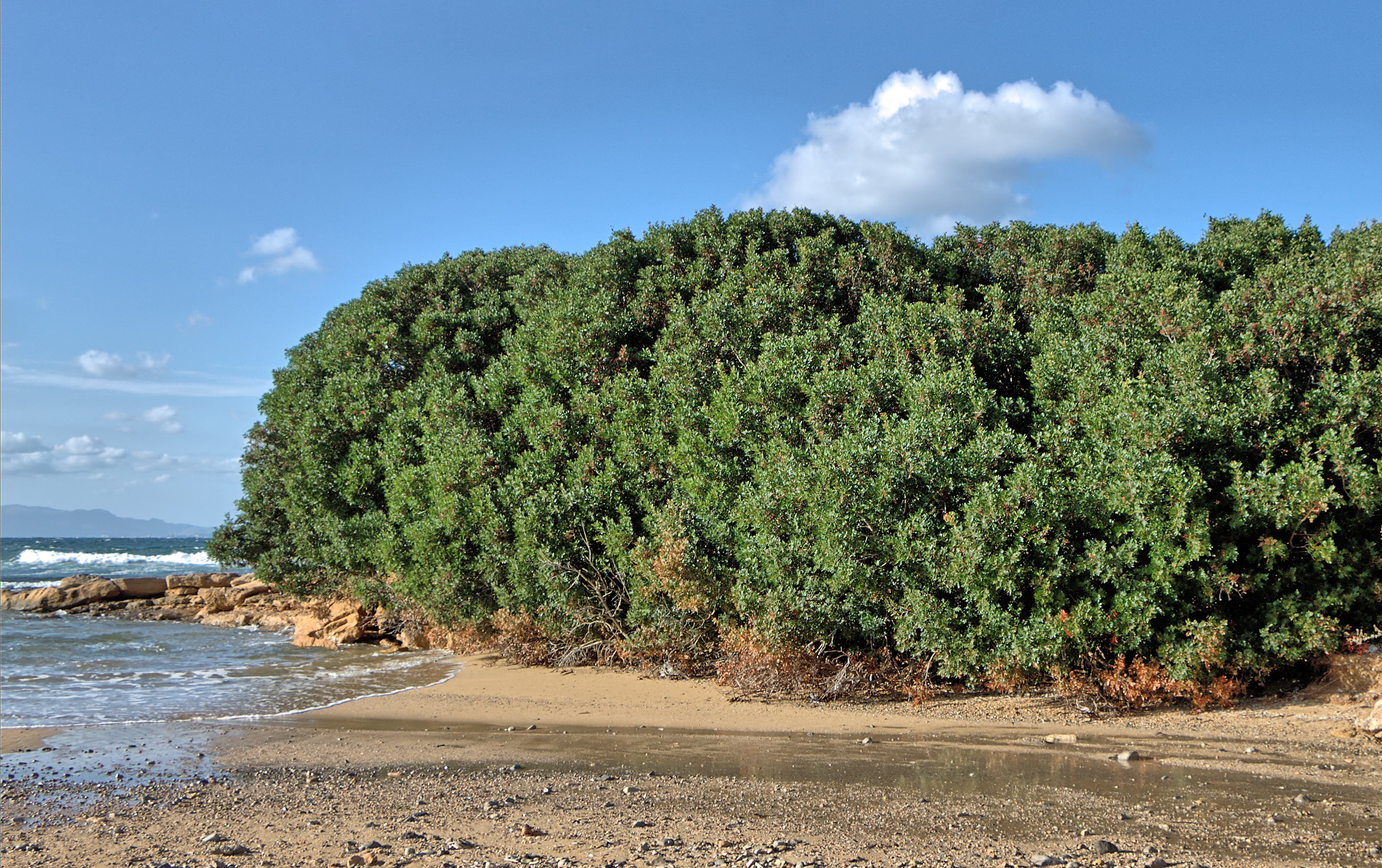
Кущ
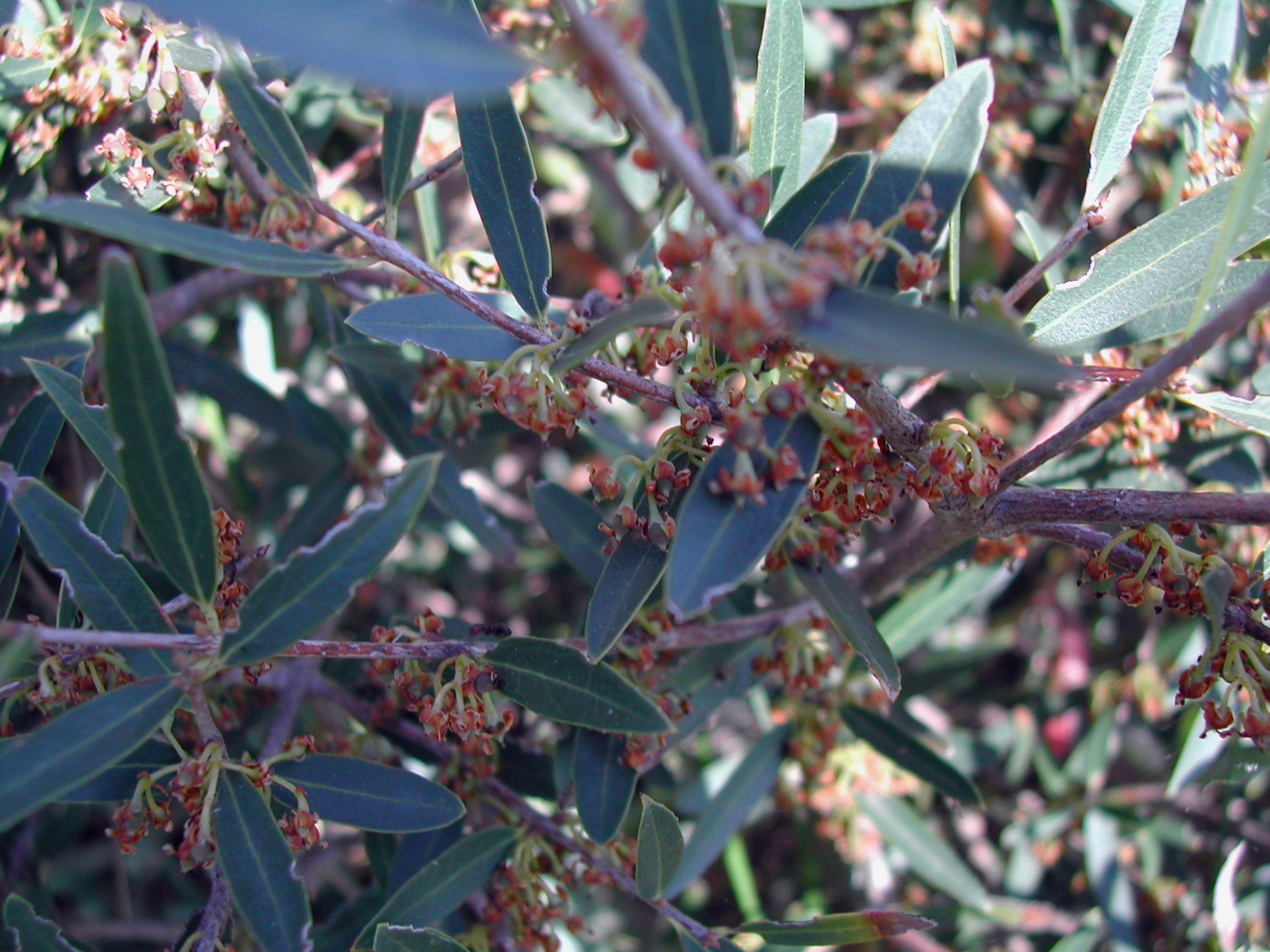
Рослина

| Гібіскус | Це незавершена стаття про квіткові рослини. Ви можете допомогти проєкту, виправивши або дописавши її. |